# Christilot Hanson-Boylen
Christilot Hanson-Boylen (12 de abril de 1947) es una jinete canadiense que compitió en la modalidad de doma. Ganó siete medallas en los Juegos Panamericanos entre los años 1967 y 1987.

## Palmarés internacional
| Juegos Panamericanos | Juegos Panamericanos          | Juegos Panamericanos | Juegos Panamericanos |
| Año                  | Lugar                         | Medalla              | Categoría            |
| -------------------- | ----------------------------- | -------------------- | -------------------- |
| 1967                 | Winnipeg (Canadá)             | Medalla de bronce    | Por equipos          |
| 1971                 | Cali (Colombia)               | Medalla de oro       | Individual           |
| 1971                 | Cali (Colombia)               | Medalla de oro       | Por equipos          |
| 1975                 | Ciudad de México (México)     | Medalla de oro       | Individual           |
| 1975                 | Ciudad de México (México)     | Medalla de plata     | Por equipos          |
| 1987                 | Indianápolis (Estados Unidos) | Medalla de oro       | Individual           |
| 1987                 | Indianápolis (Estados Unidos) | Medalla de oro       | Por equipos          |